# Angguruk Yali jezik
Angguruk Yali jezik (sjeverni yali, yalimo; ISO 639-3: yli), zapadni transnovogvinejski jezik kojim govori 15 000 ljudi (1991 UBS) sjeverozapadno od Nalce na indonezijskom dijelu Papue Nove Gvineje. Pripada užoj skupini dani i podskupini Ngalik.
Srodni su mu jezici ninia yali ili južni yali [nlk] i pass valley yali ili zapadni yali [yac].

## Vanjske poveznice
- Ethnologue (14th)
- Ethnologue (15th)